# Cómo ser mujer
Cómo ser mujer es la autobiografía escrita en el año 2011 por la escritora británica Caitlin Moran. El libro plasma los primeros años de vida de Moran (desde su adolescencia hasta su treintena años) incluyendo su visión del feminismo. En el mes de julio de 2014 ya había vendido más de un millón de copias.

## Visión general
Caitlin Moran escribió Cómo ser mujer con el objetivo de hacer el feminismo más accesible para todas las mujeres apoyándose en la narración de sus historias y luchas a lo largo de su vida. Lo que pretende es que las mujeres dejen de ver el feminismo como un movimiento radical de odio hacia los hombres y empiecen a entenderlo como un movimiento que aboga por la igualdad real. En su libro, Moran desafía a todas aquellas mujeres que no se identifican como feministas diciendo que todas las mujeres lo son de manera inherente, a no ser que rechacen cualquier atisbo de libertad personal. La autora cuenta sus propias historias feministas utilizando un humor muy enérgico y lleno de alusiones en las que se ríe de sí misma con un lenguaje de automenosprecio. En una entrevista hecha por NPR, Moran dice que utiliza humor en sus textos porque "es muy duro discutir con alguien que te está haciendo reír".

## Resumen de los capítulos

### Capítulo 3: ¡No sé cómo llamar a mis pechos!
En este capítulo Caitlin Moran explora el concepto de nombrar partes de cuerpo con un lenguaje cómodo y a la vez correcto una vez se llega a la adolescencia. Empieza por definirla como "una increíble apertura", haciendo referencia a lo desbordados que llegan a estar los adolescentes debido a la gran cantidad extra de hormonas sexuales. Caitlin dice que esta apertura empieza cuando a las chicas se les enseña a una edad temprana que palabras como "vagina" y "pechos" son malas o vulgares y que sus partes tendrían que ser apodadas de una forma más apropiada, hasta el punto de que estas chicas se dan cuenta de que su "bot-bot" está diseñado para asuntos mucho más maduros. Cuando habla sobre las vaginas, Caitlin dice que "nadie quiere una de esas" debido a la connotación que viene con ellas: menstruación, revisiones médicas, etc. Debido a esta connotación negativa la gente empezó a utilizar todo tipo de expresiones (coloquiales, nombres ficticios, de mascotas) para evitar la palabra "vagina". Caitlin explica cómo pasó por esto, primero junto a su hermana durante la adolescencia, después con su hija cuando esta nació. Este cambio de nombre se debe, según Caitlin, a que "no hay forma de referirse al lugar que será el epicentro de la mayoría de tus decisiones y más duros procesos durante los próximos 40 años como tu 'bot-bot'". Esto sucede también con los "pechos". Moran habla de cómo "pechos" no es la primera elección de nadie y de cómo "tetas" se refiere en gran medida con la "clase blanca y obrera" y que existe solo para referirse a los pechos de las mujeres entre 14 y 32 años. Caitlin continúa analizando otros apodos de pechos y si son o no apropiados. Finalmente, concluye: "La lengua inglesa todavía tiene que conseguir que su cabeza se centre en el problema de los [pechos] de la mujer media" y de su vagina, pero el uso apropiado del lenguaje es una elección personal e individual.

### Capítulo 12: Por qué deberías tener hijos
Decidir si tener hijos o no suele ser un aspecto muy importante en muchos matrimonios.  A menudo una mujer puede sufrir hemorragias o podría incluso no sobrevivir al nacimiento de su criatura. Los padres deben atravesar la fase de crianza entendida como el proceso de promover y apoyar desarrollo físico, emocional, social, económico e intelectual de un niño desde infancia a edad adulta. Moran cree que tener hijos presenta una parte dura, pero que también lleva con ella una parte buena. Mucha gente tiende a pensar que la peor parte de tener un hijo es tener que expulsar al bebé, pero la mayoría del tiempo tus contracciones pueden ser la peor parte de la tarea. En su segundo parto Caitlin Moran sintió una gran diferencia y le alivió comprobar que el proceso podía ser mucho más sencillo que su primer y complicado parto. Los niños moldean nuestras almas al igual que otros aspectos de la vida y nos condicionan a estar más centrados en los demás y a tener una visión de la vida más abierta. Tener hijos da a los padres la sensación de haber conseguido un gran logro y un nuevo punto de vista respecto a la vida.

### Capítulo 15: Aborto
Moran relata el momento en el que se da cuenta de que está embarazada de once semanas (por tercera vez). Creyendo que tenía todos los síntomas propios de los ovarios poliquísticos, consulta con su médico habitual, que se inclina desde el primer momento a pensar que se trata de un embarazo y solicita que le realicen un ultrasonido. Hasta el ultrasonido, Moran ha permanecido en un estado de negación, convenciéndose a sí misma de que no hay ninguna posibilidad de estar embarazada pese a haber tenido relaciones sexuales sin protección en meses anteriores. Cuando asume que está embarazada por tercera vez, desde el primer momento decide que simplemente no quiere tener que criar a un hijo más.
En una sociedad que demoniza el aborto, las razones para no tener al niño existen dentro del espectro de lo que está mal. A menudo, incluso cuando hay claros indicios de que la mujer puede perder su propia vida, hay quien sigue adelante con su embarazo. Moran manifiesta su irritación al ver que, en muchos casos, las mujeres que han abortado se sienten de alguna manera menos mujeres y, por extensión, menos maternales. 
Durante su estancia en la clínica para abortar, Moran tiene indicios de que incluso el personal que allí trabaja tiene prejuicios respecto a interrumpir un embarazo. Mientras que muchas mujeres presentan síntomas de arrepentimiento cuando deciden seguir con el procedimiento, Moran aclara que sabe que tomó la decisión racional en su situación.
En su experiencia como madre de dos chicas, conoce de primera mano la cantidad de trabajo que requiere criar a un hijo y siente que no debería estar obligada a tener otro - que aumentaría la carga de trabajo- cuando tiene la oportunidad de elegir. Acaba el capítulo con un planteamiento en el que expone que es mucho más moral interrumpir un embarazo de 12 semanas que traer a este mundo un niño no deseado. 

## Quinta ola del feminismo
En Cómo ser mujer, Moran pide una quinta ola de feminismo para sublevarse. Moran afirma: "pero, si tiene que haber una quinta ola de feminismo, esperaría que lo que la distinga de todas las anteriores es que las mujeres compensen la desconexión, lo awkwardness y todas las tonterías que implica ser una mujer moderna sin chillar, interiorizarlo o discutir sobre ello, sino simplemente señalándolo y yendo a por ello".

## Respuesta de la crítica
Emma Brockes del New York Times describió el trabajo como "un libro que tenía que escribirse". Miranda Sawyer de The Guardian llamó al libro "una alegría" y "un triunfo". Peggy Orenstein de Slate hizo una crítica favorable escribiendo "es, en igual medida, intelectual, rebelde y memo". The Independent escribió, "sería casi antipático llamar a esto un libro importante, porque es principalmente un libro atrayente, valiente y coherente, ingenioso, pícaramente gracioso, pero sobre todo es importante que hablamos de este tema". NPR Habló positivamente de Cómo ser mujer, describiéndolo en la línea de la tardía Nora Ephron.
The Telegraph, alabándolo, remarcó "el libro no se ha dado a conocer, sin embargo, con aprobación universal. Germaine Greer, a quien Moran idolatra como la "Diosa Greer", discrepa con algunas de las cuestiones y ha acusado a Moran de erigir una versión de sí misma como "mujer-paja" para pelearse con ella, y para escatimar con sus deberes". Time llamó a Cómo ser mujer "sumamente encantador" pero "problemáticamente limitado".

## Premios
- 2011 Galaxy National Book Awards, Book of the Year
- 2011 Galaxy National Book Awards, Popular Non-Fiction Book of the Year
- 2011 Irish Book Award, Listeners Choice category, How to Be A Woman

### Nominaciones
- Goodreads Choice Awards Best Humor